# Nestor kea
Nestor kea, kea (Nestor notabilis) – gatunek wszystkożernej i drapieżnej papugi z rodziny nestorów (Nestoridae), będący endemitem Nowej Zelandii. Jeden z czterech gatunków z rodzaju Nestor, które wyewoluowały z przodka żyjącego w lasach Nowej Zelandii 5 mln lat temu. Monotypowy (nie wyróżnia się podgatunków).

## Opis

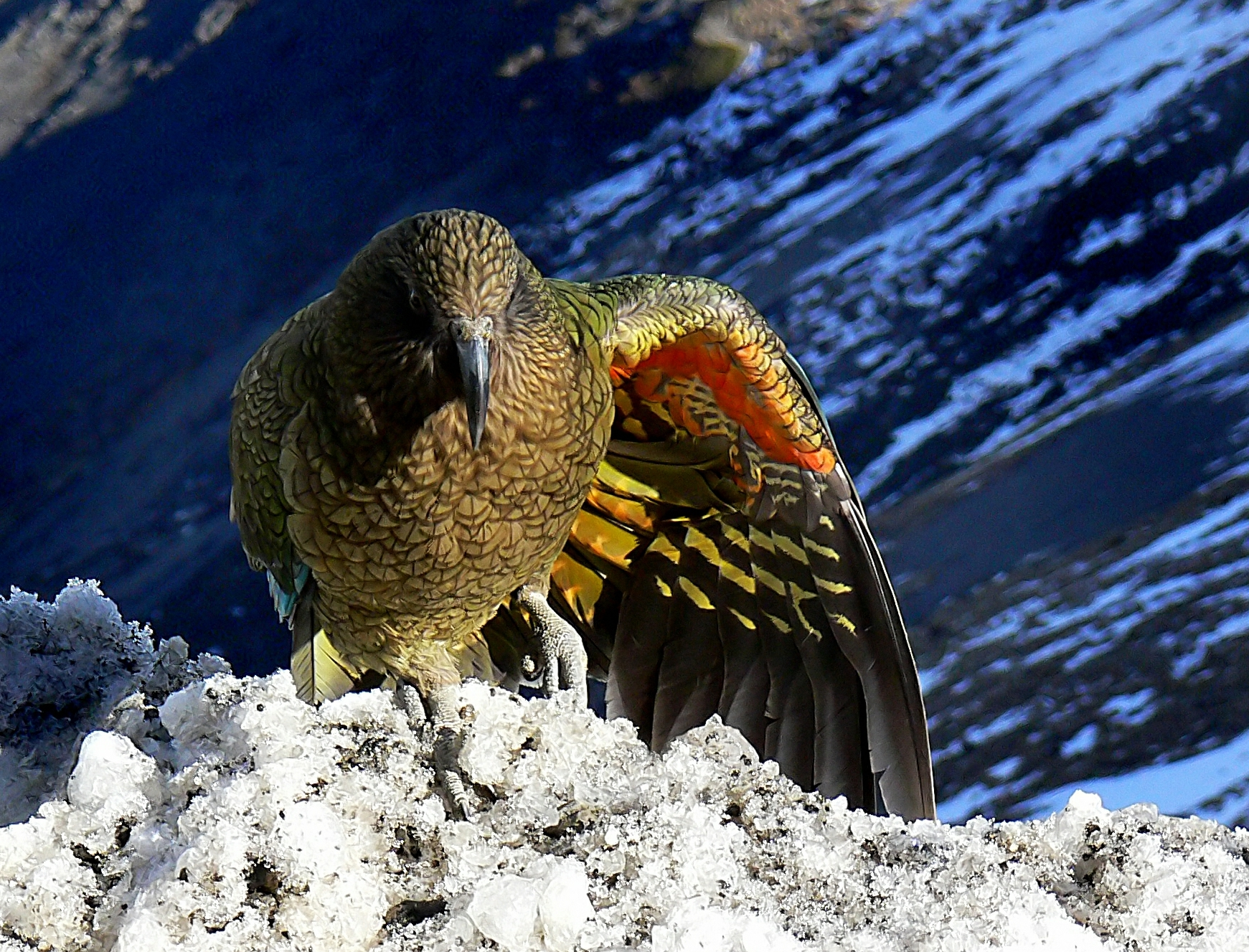
Kolorowe pióra wewnętrznej strony skrzydeł kei

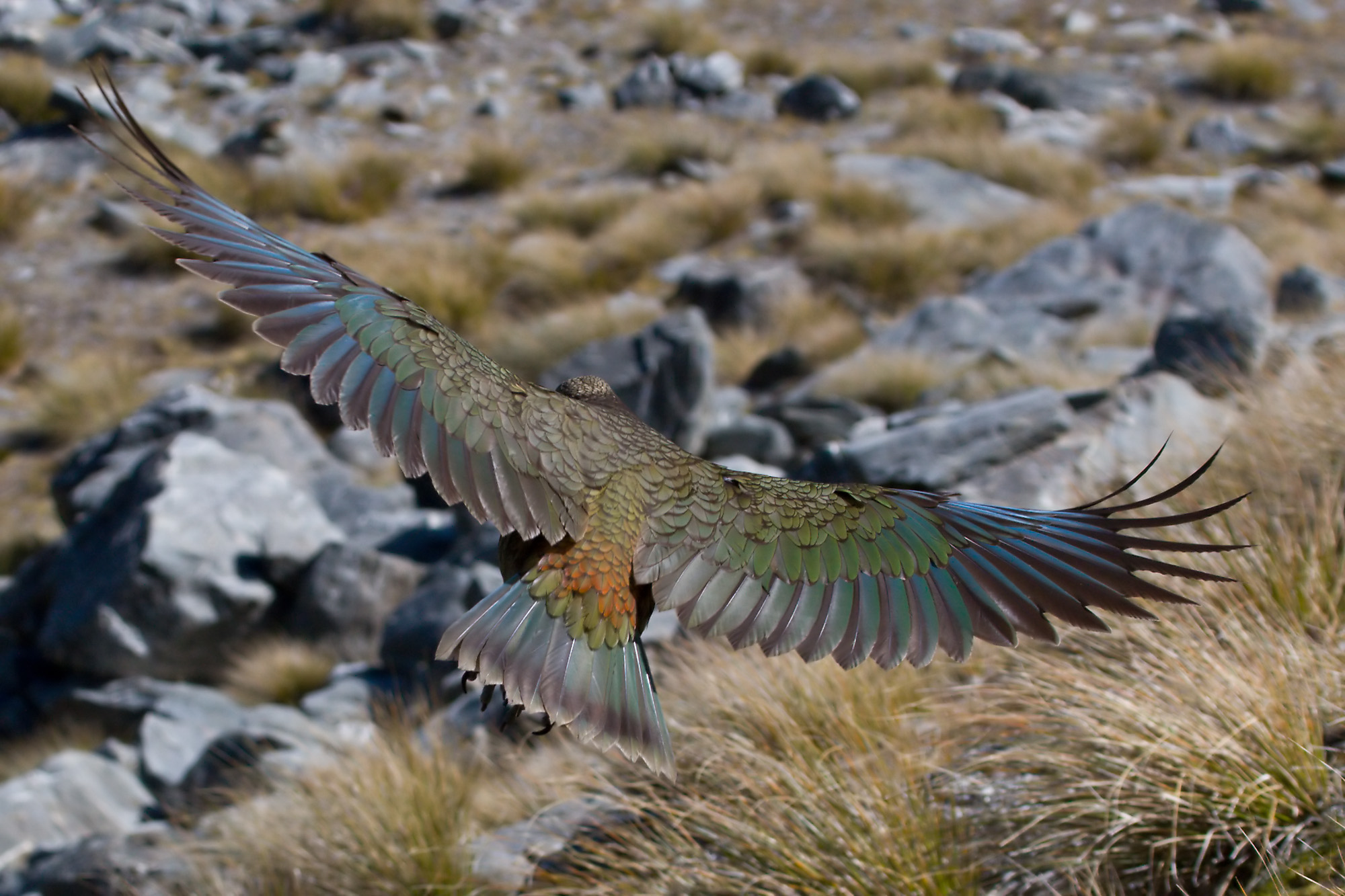
Kea w locie

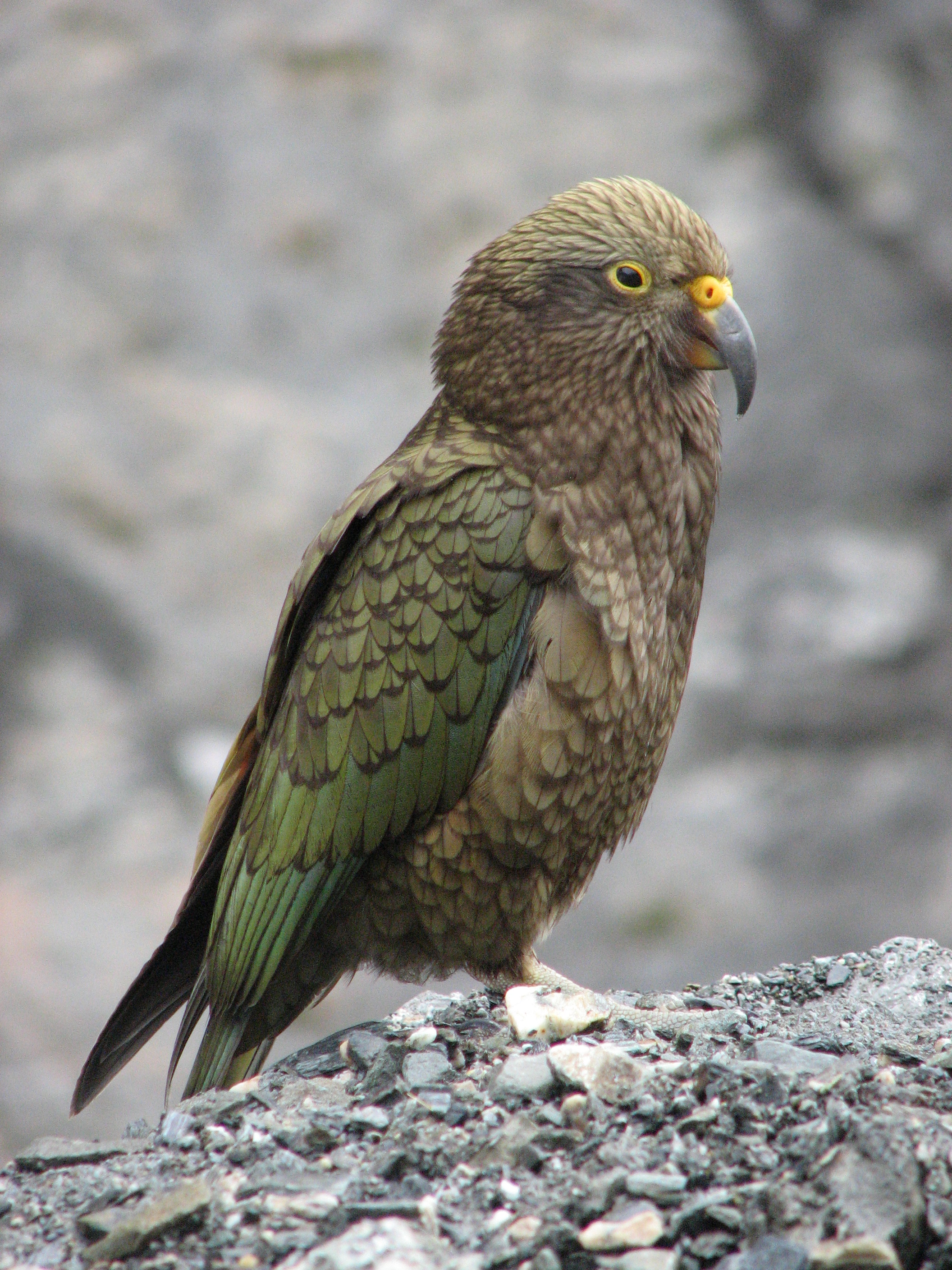
Kea – osobnik młodociany

Ubarwienie oliwkowo-zielone, pióra na skrzydłach i ogonie mieniące się niebieskim i zielonym połyskiem, pióra na wewnętrznej powierzchni skrzydeł jaskrawo pomarańczowe, a wewnętrzna strona ogona ciemnoczerwona. Reszta ogona ma kolor bladozielony. Pióra na policzkach oliwkowo-brązowe. Obwódki oczu i nogi szare. Młode ptaki są jasne, oliwkowożółte. Dziób długi, mocno zakrzywiony, wąski, szarobrązowy. Obie płci na pierwszy rzut oka wyglądają identycznie, samiec jest przeciętnie o 5% większy od samicy, i ma dłuższy o 12–14% dziób. Dziób kei jest przedstawiany jako podręcznikowy przykład preadaptacji – mocny, silnie zakrzywiony i ostry, u pozostałych papug stosowany do pobierania pokarmu roślinnego (owoców, nasion, nektaru), okazał się być sprawnym narzędziem do przecinania futra i skóry, i wydziobywania fragmentów tłuszczu owiec, które na Nową Zelandię zostały sprowadzone przez ludzi.

### Wymiary
- Długość ciała: 46 cm,
- Rozpiętość skrzydeł: 90 cm,
- Masa ciała: 800–1000 g.

## Taksonomia
Gatunek po raz pierwszy zgodnie z zasadami nazewnictwa binominalnego opisał w 1856 roku angielski przyrodnik John Gould nadając mu nazwę Nestor notabilis. Holotyp pochodził z dystryktu Murihiku, na Wyspie Południowej, na Nowej Zelandii. 

### Etymologia
Nazwa rodzaju (Nestor) oznacza „mędrca”, „osobę doświadczoną”, epitet gatunkowy nazwy łacińskiej (notabilis) oznacza „rzucający się w oczy”, „godny uwagi”. Nazwa zwyczajowa pochodzi z języka maori i jest onomatopeją wrzaskliwego nawoływania, jakie papugi wydają z siebie w sytuacji zagrożenia

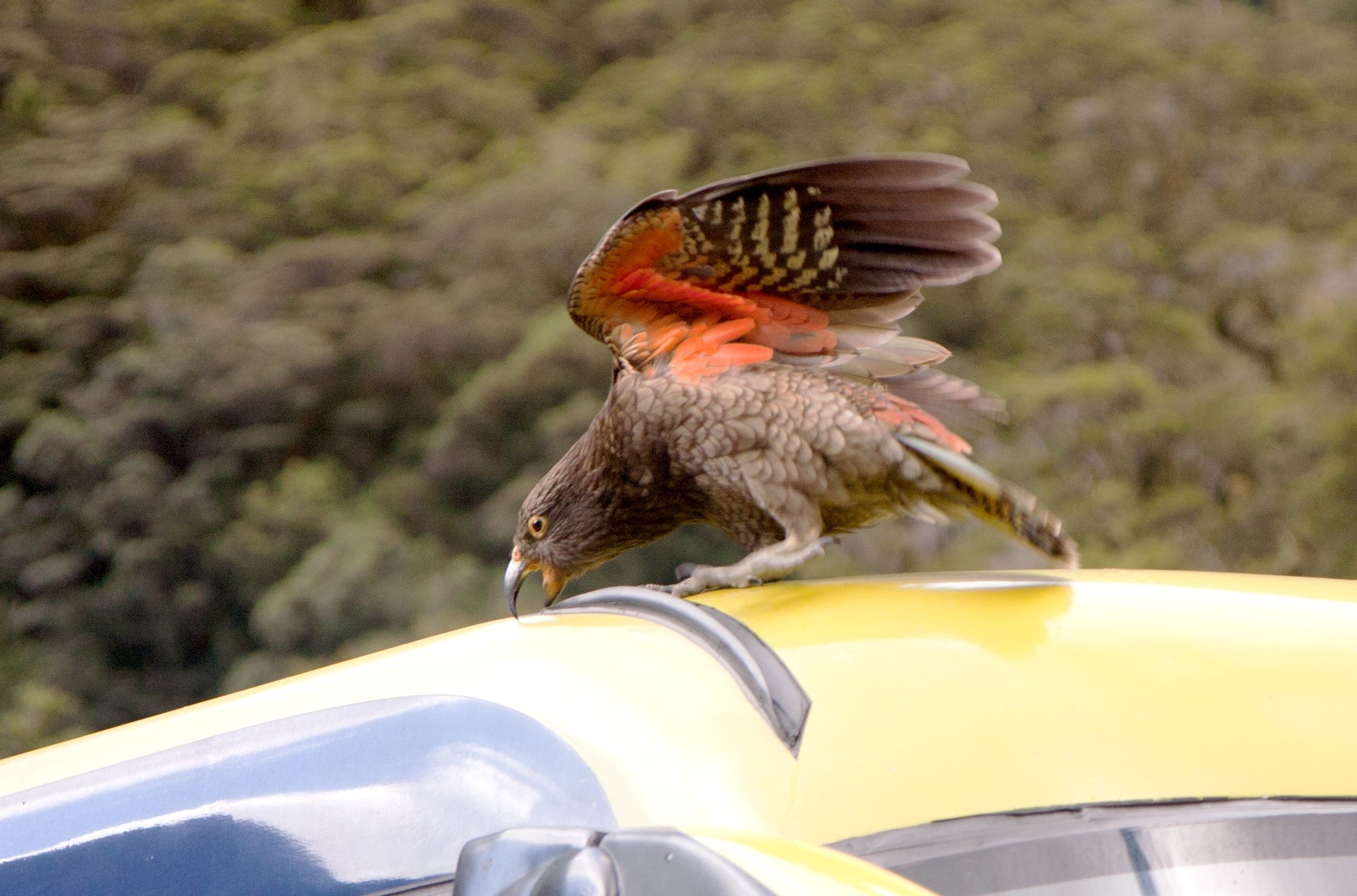
Kea badająca zaparkowany samochód

## Występowanie
Występuje od nizinnych dolin rzecznych, lasów nadbrzeżnych, aż po lasy górskie i piętro alpejskie gór Wyspy Południowej. Związana jest jednak głównie z lasami bukowymi regionów podgórskich i zaroślami ponad górną granica lasu. Oszacowania wielkości populacji są niepewne, wynoszą od około 1000 do 15 tys. osobników.

## Tryb życia
Ptak towarzyski, tworzy stada („cyrki”) składające się z kilku-kilkunastu osobników. Jest ciekawa świata, w poszukiwaniu pożywienia często zbliża się chętnie do siedzib ludzkich. Wykazuje dużą, nawet jak na papugę, inteligencję i plastyczność behawioralną, co jest uważane za przejaw adaptacji do skrajnie niekorzystnych warunków środowiskowych. Skłonności kei do eksplorowania otoczenia i manipulowania obiektami nie ustępują podobnym skłonnościom u małp.
Dużo czasu spędza na ziemi, jest dobrym piechurem. Może dosyć szybko podbiegać. Papugi te uwielbiają zabawy zespołowe i naśladownictwo: latają w stadach, wykonują akrobacje powietrzne, podnosząc rozmaite przedmioty, ślizgają się po ośnieżonych zboczach, naśladując narciarzy, tarzają się w śniegu, a podczas upałów kąpią się w kałużach. Jako jedyne, oprócz niektórych naczelnych, lepią śnieżki i bawią się nimi (Keller 1956).

## Pożywienie
Jest wszystkożerna, w skład jej diety wchodzi ponad 40 gatunków roślin (owoce, liście, korzenie, nasiona, kwiaty), padlina, larwy chrząszczy, ptaki i drobne ssaki. Czasami, jak pozostałe papugi pędzelkojęzyczne, spija nektar z kwiatów. Kee w poszukiwaniu pokarmu odwiedzają śmietniki, nie gardzą też uprzejmością dokarmiających je turystów.

## Rozmnażanie
Kee są poligamiczne, samiec może utrzymywać harem złożony nawet z 4 samic. Dojrzałość płciową ptaki osiągają najwcześniej w 3 roku życia. Jaja wysiaduje samica, w tym czasie samiec karmi samicę i pilnuje gniazda. Papuga buduje gniazdo na drzewie, w dziupli lub w szczelinach skalnych. Gniazdo zbudowane jest z gałęzi, mchu i porostów. Oboje rodzice wspólnie wyściełają gniazdo gałązkami i porostami. Niektóre osobniki gniazdują regularnie w górach na wysokościach powyżej 1600 m n.p.m. Okres lęgowy przypada na lipiec – styczeń. Liczba składanych jaj: 2–4. Czas wysiadywania: 21–24 dni. Wychowanie młodych: 13–14 dni w gnieździe, do 94 dni opieka poza gniazdem. Czas życia: do 15–20 lat w naturze, w niewoli najstarszy osobnik (2008) osiągnął wiek ponad 50 lat. Śmiertelność w populacjach kei jest bardzo wysoka, mniej niż 40% ptaków przeżywa do osiągnięcia dojrzałości płciowej. 

## Interakcje z ludźmi
Kee są bardzo ciekawskimi ptakami. Zaglądają do szałasów pasterzy owiec lub chat dla turystów, gdzie potrafią zrobić bałagan, bowiem szukając czegoś do jedzenia lub zabawy wszystko rozrzucają i dziobią. Z tego powodu są one zmorą dla ludzi mieszkających w okolicach zasiedlanych przez kee, a zarazem atrakcją dla turystów. Kee przeszukują pozostawione bez nadzoru plecaki, części garderoby i obuwia, pojazdy mechaniczne, często powodując uszkodzenia i „kradnąc” drobne przedmioty. Nie obawiają się również odwiedzać ludzkich mieszkań. Te cechy, jak i skłonność do zabaw, zyskały jej przydomek „klowna z gór”. Brak dystansu wobec ludzi prowadzi często do sytuacji konfliktowych, które kończą się śmiercią uznanych za „wścibskie” osobników.

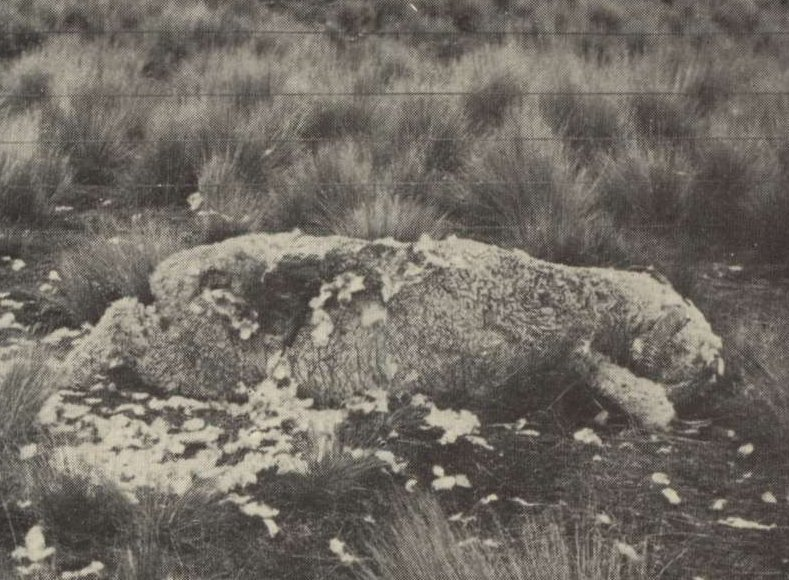
Owca padła w wyniku ataku kei w lipcu 1907 roku

Od połowy lat 60. XIX wieku., dekadę po zaanektowaniu przez farmerów podgórskich rejonów Nowej Zelandii na pastwiska dla owiec, pasterze zaobserwowali owce cierpiące z powodu dziwnych ran na grzbiecie i bokach. Ponieważ na Nowej Zelandii nie ma drapieżników, początkowo uważano, że jest to jakaś nowa choroba. Jednakże wkrótce podejrzenie padło na kee. James McDonald, pasterz z posiadłości Wanaka, zaobserwował w 1868 roku kee atakujące owce i wydziobujące im tłuszcz z grzbietów. Wkrótce okazało się, że takich obserwacji jest więcej. Długo jednak w środowisku naukowym nie dawano wiary tym relacjom, traktując je jako anegdotyczne, co najwyżej dopuszczając możliwość żerowania przez kee na owczej padlinie. W końcu jednak nocne ataki kei na zdrowe owce zostały udokumentowane filmami, ostatecznie dowodząc, że przynajmniej niektóre kee mają w zwyczaju atakować i żerować na owcach. Pomimo tego, że ataki te nie kończyły się bezpośrednio śmiercią atakowanych owiec, poranione owce mogły umierać wskutek zakażeń lub podczas ucieczek przed prześladującymi je papugami.

## Status, ochrona i zagrożenia
Międzynarodowa Unia Ochrony Przyrody (IUCN) po raz pierwszy sklasyfikowała nestora keę w 1988 roku, uznając go za gatunek najmniejszej troski (LC – least concern); w 1994 roku podniesiono status do „bliski zagrożenia” (NT – near threatened), od 2000 roku gatunek uznawany był za narażony na wyginięcie (VU – vulnerable), a od 2017 roku za zagrożony (EN – endangered). Liczebność populacji, według szacunków, wynosi około 4000 dorosłych osobników. Trend liczebności populacji uznaje się za spadkowy.
Ze względu na złą reputację kei, wynikającą z podejrzeń o wyrządzanie szkód w inwentarzu, do roku 1970 rząd Nowej Zelandii wypłacał nagrody za każdy dziób kei zabitej w pobliżu siedzib ludzkich. Ponad 150 tys. osobników zostało zabitych, zanim polowania takie zostały zakazane. Okazało się bowiem, że liczebność populacji kei spadła do niebezpiecznie niskiego poziomu (mniej niż 5000 osobników podczas zliczenia w 1970 r.), a polowania na kee mają także miejsce na obszarach chronionych. Rząd zgodził się na rozpatrywanie każdego przypadku powodowania szkód przez kee i usuwania ptaków z terenów gospodarskich. Od 1986 roku kea jest gatunkiem pod całkowitą ochroną.
Zagrożeniem dla kei są kitanki, wyjadające jaja i młode papugi z gniazd.
Wysoką śmiertelność w populacji kei powoduje też zatrucie metalami ciężkimi – w niektórych populacjach większość lub wszystkie osobniki wykazują podwyższony poziom ołowiu we krwi, autopsje padłych osobników wykazują, że w wielu przypadkach przyczyną zgonu było zatrucie ołowiem. Przypuszcza się, że jest to konsekwencją skłonności kei do eksplorowania otoczenia i połykania intrygujących je przedmiotów (wśród których mogą być też przedmioty ołowiane).
Zagrożenie dla kei niosą również akcje eradykacji introdukowanych na wyspy Nowej Zelandii szczurów, gronostajów i kitanek – odnotowano przypadki zatrucia kei wykładanymi truciznami, znajdowano je też uwięzione w pułapkach na szkodniki.